# Salamanca Los Pelmabres Airport
Salamanca Los Pelmabres Airport är en flygplats i Chile.   Den ligger i provinsen Provincia de Choapa och regionen Región de Coquimbo, i den centrala delen av landet, 180 km norr om huvudstaden Santiago de Chile. Salamanca Los Pelmabres Airport ligger 1 195 meter över havet.
Terrängen runt Salamanca Los Pelmabres Airport är huvudsakligen bergig, men den allra närmaste omgivningen är kuperad. Salamanca Los Pelmabres Airport ligger nere i en dal. Runt Salamanca Los Pelmabres Airport är det mycket glesbefolkat, med 7 invånare per kvadratkilometer.. 
Omgivningarna runt Salamanca Los Pelmabres Airport är i huvudsak ett öppet busklandskap.